# Per Henriksen
Per Henriksen (Stavanger, 10 aprile 1952 – Stavanger, 17 aprile 2024) è stato un calciatore norvegese, di ruolo difensore.

## Carriera

### Club

#### Viking
Henriksen giocò con la maglia del Viking dal 1978 al 1986, collezionando 180 presenze in campionato e 11 reti. Con questa maglia, vinse due campionati (1979 e 1982) e una Norgesmesterskapet (1979).

### Nazionale
Henriksen giocò 10 partite per la Norvegia. Debuttò il 15 giugno 1983, quando fu titolare nel pareggio per 1-1 contro la Finlandia.

## Palmarès

### Club

#### Competizioni nazionali
- Campionato norvegese: 2

Viking: 1979, 1982
- Coppa di Norvegia: 1

Viking: 1979